# Shigeo Ito
Shigeo Ito, (japanska: 伊藤繁雄?, Itō Shigeo), född den 21 januari 1945 i Shūnan, Yamaguchi, Japan, är en japansk före detta bordtennisspelare och världsmästare i singel och lag. Han var även asiatisk mästare i dubbel, mixed dubbel och lag.
Han spelade sitt första VM 1969 och 1989 - 21 år senare sitt 4:e och sista. Under sin karriär tog han 8 medaljer i bordtennis-VM, 2 guld, 2 silver och 4 brons.
1969 vann han singeltiteln med 3-2 mot Eberhard Schöler efter att ha legat under med 0-2 i set. Schöler var den ende av de fyra första i herrsingeln som inte kom från Japan. Ito var även med i det japanska lag som vann lagfinalen med 5-3 mot Tyskland. 
1971 var han försvarande mästare men förlorade överraskande finalen i singel mot den 18-årige Stellan Bengtsson. Det blev även en andraplats i lag då man förlorade lagfinalen mot Kina.

## Meriter
- Bordtennis VM
  - 1969 i München
    - 1:a plats singel
    - 3:e plats dubbel (med Mitsuru Kohno)
    - 3:e plats mixed dubbel (med Toshiko Kowada)
    - 1:a plats med det japanska laget

  - 1971 i Nagoya
    - 2:a plats singel
    - kvartsfinal dubbel
    - 2:a plats med det japanska laget

  - 1975 i Calcutta
    - 3:e plats dubbel (med Katsuyuki Abe)
    - 3:e plats mixed dubbel (med Yukie Ohzeki)
    - 6:e plats med det japanska laget

- Asiatiska mästerskapen TTFA
  - 1967 i Singapore
    - 1:a plats dubbel (med Mitsuru Kohno)
    - 1:a plats med det japanska laget

  - 1968 i Jakarta
    - 2:a plats singel
    - 2:a plats dubbel
    - 1:a plats mixed dubbel (med Mieko Fukuno)
    - 1:a plats med det japanska laget

  - 1970 i Nagoya
    - 3:e plats singel
    - 1:a plats dubbel (med Nobuhiko Hasegawa)
    - 3:e plats mixed dubbel
    - 1:a plats med det japanska laget